# Robert Steegmann
Robert Steegmann, est un professeur agrégé et docteur en histoire, né en juillet 1953.
Il a enseigné l’histoire contemporaine en classes préparatoires au lycée Fustel-de-Coulanges de Strasbourg. Il est conseiller historique pour le Musée de la Résistance et de la Déportation de Besançon.

## Biographie
Robert Steegmann, né en juillet 1953 au sein d’une famille modeste, est l’auteur d’un ouvrage sur les Cahiers de doléances en Basse-Alsace (1990) et de nombreux articles portant sur l’histoire moderne et contemporaine et le système concentrationnaire.
En 2003, il défend sa thèse de doctorat relative au camp de concentration de Natzweiler-Struthof. Celle-ci est à l’origine de la publication en 2005 de Struthof, le KL-Natzweiler et ses kommandos. Une nébuleuse concentrationnaire des deux côtés du Rhin, 1941-1945.
Robert Steegmann est président du conseil scientifique du Centre européen du résistant déporté situé sur le site de l’ancien camp de concentration de Natzweiler-Struthof  et membre du conseil scientifique du Musée de la Résistance et de la Déportation de Besançon.

## Publications
- Les Cahiers de doléances de la Basse Alsace : textes et documents, Société savante d’Alsace et des régions de l’Est, éditions Oberlin, 1990.  (ISBN 9782853690997)
- Struthof, le KL-Natzweiler et ses kommandos. Une nébuleuse concentrationnaire des deux côtés du Rhin, 1941-1945 (préface de Pierre Ayçoberry), Strasbourg, La Nuée bleue, 2005, 520 p.  (ISBN 2-7165-0632-9).
- Le camp de Natzweiler-Struthof, Paris, Le Seuil, L’Univers Historique, 2009, 375 p.  (ISBN 978-2-02-095633-8).
- La Shoah et son ombre Francine Mayran, Robert Steegmann. Éditions Arthénon, 2009, 129 p.  (ISBN 9782916339054)
- Fascicule explicatif en complément à la bande dessinée Un été en enfer , Vincent Wagner, Roger Seiter, éditions du Signe, novembre 2011, 16 p.  (ISBN 9782746825932)

## Distinctions

### Prix
- 2006 : prix Maurice-Betz de l’Académie d’Alsace, pour l’ensemble de son œuvre[3].
- 2007 : prix Marcel Flach de l’Académie des sciences morales et politiques pour son livre Struthof, le KL-Natzweiler et ses kommandos. Une nébuleuse concentrationnaire des deux côtés du Rhin, 1941-1945 [4].

### Décoration
- Médaille de l'ordre du Mérite[2]

### Documentaire
- Au nom de la science et de la race - Strasbourg 1941-1944, documentaire réalisé par Sonia Rolley, Axel et Tancrède Ramonet, durée 55 min. Production France 3 - Temps noirs, avril 2013.
- Le nom des 86, documentaire réalisé par Emmanuel Heyd et Raphael Toledano, durée 63 min. Production dora films sas - Alsace 20 - Télébocal - Cinaps TV, 2014.